# Еврейски национален фонд
„Еврейски национален фонд“ (на иврит: קֶרֶן קַיֶּימֶת לְיִשְׂרָאֵל) е организация с нестопанска цел, основана от Световната ционистка организация.
Учреден е на V ционистки конгрес в Базел, Швейцария през 1901 г. Създаден е с цел да купува и да разработва земя в Османска Палестина (по-късно Британска Палестина, после разделена на Израел и Арабска Палестина) за заселване на евреи.
Притежава 13 % от общата земя в Израел към 2007 г. От създаването му е засадил над 240 милиона дървета в Израел, изградил 180 язовира, разработил 250 000 акра (~ 1000 km2) земя, създал повече от 1000 парка.